# Antonio María Barbieri
Antonio María (Alfredo) Barbieri, O.F.M. Cap. (Montevidéu, 12 de outubro de 1892 - Montevidéu, 6 de julho de 1979) foi um cardeal uruguaio, nomeado por Papa João XXIII.
Foi também o arcebispo de Montevidéu (1940-1976) e cardeal-presbítero de São Crisógono, primeiro uruguaio em receber o barrete cardinalício.

## Biografia
Alfredo Barbieri nasceu em Montevidéu para José e Mariana (nascida Romano) Barbieri. Ele teve um início hesitante de sua carreira eclesiástica, pois seus pais se opunham fortemente a ele se tornar padre e, antes de entrar na vida religiosa, Barbieri trabalhou como escriturário de seguros. Ele se juntou à Ordem dos Frades Menores Capuchinhos em 8 de dezembro de 1913, e depois mudou-se para Gênova, Itália, para continuar seu noviciado em 1915. Recebeu o hábito no dia 8 de setembro, Barbieri fez sua profissão solene em 1916 e tomou o nome de Frei Antonio María.
Ele então frequentou as casas de estudo capuchinhos e a Pontifícia Universidade Gregoriana em Roma. Barbieri foi ordenado em 17 de dezembro de 1921, na Arquibasílica de São João de Latrão, e obteve seu doutorado em teologia na Gregoriana em 9 de julho de 1923. Ele se recusou a ser professor no Collegio Internazionale de sua ordem em Roma e retornou ao Uruguai. Serviu como Reitor do Colégio Nacional de Concórdia; guardião do Convento de Santo Antônio em Montevidéu; Superior Regular dos Missionários Capuchinhos no Uruguai e Argentina, eleito em 1931 e reeleito cinco anos depois; além de assessor nacional do Conselho de Mulheres da Ação Católica do Uruguai.
Ainda fundou e dirigiu a Associação Magisterial Santa Elena, a Associação de Enfermeiras Católicas do Uruguai, e várias associações e congregações católicas, círculos de estudos de filosofia, sociologia, etc. Também se dedicou a pregação e difusão por meio da Rádio Jackson.
Em 6 de outubro de 1936, Barbieri foi nomeado Arcebispo-coadjutor de Montevidéu e Arcebispo Titular de Macra. Ele recebeu sua consagração episcopal no dia 8 de novembro na catedral metropolitana da Imaculada Conceição em Montevidéu, do arcebispo Filippo Cortesi, núncio no Uruguai, com o arcebispo Juan Francisco Aragone e o bispo Alfredo Viola servindo como co-consagradores. Seu lema episcopal era Adveniat regnum tuum.
Barbieri sucedeu Aragone como Arcebispo de Montevidéu em 20 de novembro de 1940. Assistente no Trono Pontifício, 11 de novembro de 1953. Participou da Primeira Conferência Geral do Episcopado Latino-Americano, no Rio de Janeiro, de 25 de julho a 4 de agosto de 1955.
Ele também foi um notável historiador, violinista e ensaísta. Foi membro "de número" do Instituto Histórico e Geográfico do Uruguai.
O Papa João XXIII o elevou ao cardinalato no consistório de 15 de dezembro de 1958, e assim ele se tornou o primeiro cardeal uruguaio. Recebeu o título de Cardeal-presbítero de São Crisógono três dias depois. Foi um dos cardeais eleitores do Conclave de 1963, participou do Concílio Vaticano II (1962-1965).
Cardeal Barbieri renunciou ao cargo de arcebispo de Montevidéu em 17 de novembro de 1976, após trinta e cinco anos de serviço. Quando completou oitenta anos em 1972, não pôde comparecer a nenhum conclave futuro, e morreu em menos de um ano no pontificado do Papa João Paulo II, aos 86 anos. Foi sepultado na catedral metropolitana da Imaculada Conceição de Montevidéu.

## Obras
Dom Frei Antonio María Barbieri foi autor de várias obras, como:
- El Beato Conrado de Parzham;
- Los Capuchinos genoveses en el Río de la Plata
- La verdad en el éter
- Hacia El
- Tiende tu arco

Dirigiu a revista “El Terciario Franciscano”, a “Veritas” e colaborou em outras de carácter religioso.